# Лабишин (гмина)
Лабишин (пол. Łabiszyn) — гмина (волость) в Польше, входит как административная единица в Жнинский повет, Куявско-Поморское воеводство. Население — 9275 человек (на 2004 год).

## Сельские округа
1. Бушково
2. Яблово-Палуцке
3. Яблувко
4. Ежевице
5. Ежево
6. Лабишин-Весь
7. Нове-Домбе
8. Обелево
9. Ойжаново
10. Опорово
11. Остатково
12. Смогожево
13. Вельки-Сосновец
14. Владыславово
15. Залахово

## Прочие поселения
1. Анново
2. Антонево
3. Компе
4. Клётыльдово
5. Любостронь
6. Обужня
7. Опорувек
8. Пщулчин
9. Живно
10. Смежин
11. Выремба
12. Здзерск

## Соседние гмины
1. Гмина Барцин
2. Гмина Бяле-Блота
3. Гмина Нова-Весь-Велька
4. Гмина Шубин
5. Гмина Злотники-Куявске
6. Гмина Жнин